# Крапивново (Шуйский район)
Крапивново — деревня в Шуйском районе Ивановской области. Входит в состав Остаповского сельского поселения.

## География
Находится в южной части Ивановской области на расстоянии приблизительно 17 км на юго-восток по прямой от районного центра города Шуя.

## История
В 1859 году здесь (тогда деревня в составе Шуйского уезда Владимирской губернии) было учтено 15 дворов.

## Население
Постоянное население составляло 88 человек (1859 год), 15 в 2002 году (русские 88 %), 8 в 2010.